# 琉球政府

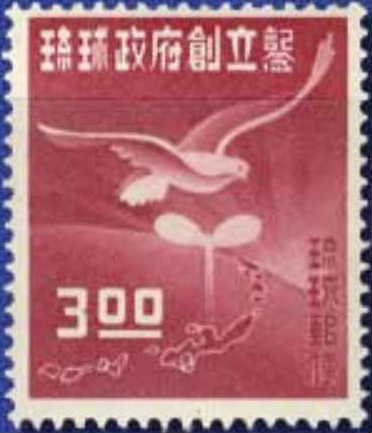
琉球政府樹立記念切手

琉球政府の収入印紙

琉球政府（りゅうきゅうせいふ、英: Government of the Ryukyu Islands）は、1952年（昭和27年）から1972年（昭和47年）まで、沖縄本島を中心に存在した統治機構の名称である。1972年（昭和47年）に沖縄県が日本に返還された際に解散し、その行政機構は県や沖縄総合事務局（国の出先機関）などに移管された。
琉球政府の行政府の長は、行政主席（英：Chief Executive of the Government of the Ryukyu Islands）であった。

## 概要
1945年（昭和20年）、第二次世界大戦（太平洋戦争）末期の沖縄戦によって県庁が消滅した沖縄県では、米軍の命令により、沖縄諸島の行政を管轄させるために沖縄諮詢会が成立し、存続していた宮古支庁（宮古列島管轄）や八重山支庁（八重山諸島管轄）は県庁から独立して独自の行政を開始した。1946年（昭和21年）2月2日、北緯30度以南の日本からの分離が決定したため、大島支庁（奄美群島、トカラ列島）が鹿児島県庁の管轄を離れ琉球列島米国軍政府の指揮に入った。これ以降、数度の組織改編を行い、1950年（昭和25年）8月4日には沖縄群島政府、宮古群島政府、八重山群島政府、奄美群島政府が成立した。
これらの行政組織は、元々は琉球列島米国軍政府の下部組織であった。1950年（昭和25年）に米軍政府が琉球列島米国民政府と名を変えると、その下部組織となった。米国民政府は、これらの政府を指揮監督し、その決定を無条件で破棄できることになっていた。
1952年（昭和27年）までの群島政府には民選の知事がおり、しばしば米国民政府の意向に反する言動（日本への復帰要求など）を行ったため、米国民政府は自らが指名する琉球住民を行政主席とする琉球政府をつくった。この政府には、民裁判所、立法院、行政府があり、三権を司ったが、米国民政府が琉球政府の決定を破棄できるという条件に変わりはなかった。しかし、立法院議員は民選であったので、立法院はしばしば米国民政府の意向に反する決議を行った。そのため、アメリカはゲリマンダーや選挙干渉で自分の都合の良いようにした。そのためアメリカは施政権を日本から切り離し、琉球政府をアメリカの傀儡政権としてコントロールしようとしたが、琉球の民衆の本土復帰運動は盛んで、第1回から会期ごとに日本復帰決議が行われた。琉球政府と立法院は、米国民政府の意向とは異なり、後に沖縄県が本土復帰をする際の原動力となった。

## 歴史
- 1945年（昭和20年）8月20日 - 沖縄諮詢会設立[2]。
- 1946年（昭和21年）
  - 2月2日 - GHQの宣言により、北緯30度以南（トカラ列島以南）がアメリカ軍占領行政下に置かれた。
  - 4月24日 - 沖縄民政府設立[2]。
  - 10月3日 - 奄美群島に臨時北部南西諸島政庁設立（トカラ列島含む）[2]。
- 1947年（昭和22年）3月21日 - 宮古民政府、八重山民政府設立[2]。
- 1950年（昭和25年）8月4日 - 沖縄群島政府、宮古群島政府、八重山群島政府、奄美群島政府設立。それぞれ、民選の知事と議員が選ばれる。
- 1951年（昭和26年）
  - 4月1日 - 知事らによる日本復帰を求める声が強くなり、沖縄、宮古、八重山、奄美すべて統括する琉球臨時中央政府が作られ、各群島政府知事の権限は極端に削減された。なお4つの群島政府は、翌年1952年（昭和27年）3月末日までは形式的には存在し、その後地方庁に改変された。
- 1952年（昭和27年）
  - 2月10日 - サンフランシスコ講和条約が発効した1952年（昭和27年）4月28日に先立ち、トカラ列島が本土復帰。
  - 4月1日 - 琉球政府設立[2]。
- 1953年（昭和28年）12月25日 - 奄美群島が本土復帰。
- 1967年（昭和42年）7月1日 - 第一球陽丸銃撃事件から約5年、2代目琉球船舶旗（三角旗の下に日の丸を併掲）が使用され始める[3]。
- 1968年（昭和43年）12月1日 - 行政主席選挙が初めて行われ、日本復帰派の屋良朝苗が当選する。
- 1972年（昭和47年）5月14日 - 沖縄県の本土復帰（沖縄返還）により解散。行政組織は沖縄県庁や沖縄総合事務局へと引き継がれた。

## 琉球政府の組織（行政府のみ）

### 1952年（昭和27年）4月1日時点
- 行政主席官房
- 行政主席情報局
- 行政主席統計局
- 総務局
- 財政局 - 税務署、税関
- 法務局
- 資源局 - 営林署
- 商工局 - 駐日琉球貿易代表
- 工務局
- 運輸局 - 海難審判委員会
- 郵政局 - 気象台
- 厚生局
- 文教局
- 警察局 - 琉球警察本部
- 中央選挙委員会
- 人事委員会
- 中央教育委員会
- 宮古地方庁
- 八重山地方庁
- 奄美地方庁：1953年（昭和28年）12月25日、奄美群島（鹿児島県）の本土復帰により廃庁

### 1972年（昭和47年）5月14日時点
- 総務局 - 中央選挙管理委員会
- 企画局 - 首都建設委員会、統計庁
- 主税局 - 税務署、税関
- 法務局 - 更生保護委員会、出入管理庁、土地調査庁
- 農林局 - 営林署
- 通商産業局 - 郵政庁、金融検査庁、気象庁、海難審判庁、琉球海上保安庁
- 建設局
- 厚生局 - 社会保険審査委員会、社会保険庁
- 労働局 - 中央労働委員会、公共企業体等労働委員会、船員労働委員会
- 文教局 - 文化財保護委員会
- 公安委員会 - 琉球警察本部
- 復帰対策室
- 検察庁
- 会計検査院
- 人事委員会
- 中央教育委員会
- 琉球大学委員会 - 琉球大学
- 私立大学委員会
- 特別国体実行委員会
- 復帰準備委員会顧問代理
- 宮古支庁
- 八重山支庁